# Villalube
Villalube es un municipio y localidad española de la provincia de Zamora, en la comunidad autónoma de Castilla y León.

## Ubicación
Tiene una superficie de 40,09 km² con una población de 158 habitantes (INE 2018) y una densidad de 3,94 hab/km². Limita con los municipios de:
| Noroeste: Aspariegos              | Norte: Pobladura de Valderaduey  | Noreste: Malva                    |
| Oeste: Benegiles Gallegos del Pan |                                  | Este: Fuentesecas Matilla la Seca |
| Suroeste: Algodre                 | Sur: Coreses Fresno de la Ribera | Sureste: Toro                     |

En su término municipal cuenta con varios despoblados, como son la dehesa del Lenguar, las Casas Viejas y Barzolema.

## Historia
Villalube debería su fundación al proceso repoblador emprendido en la Edad Media por los reyes leoneses. En sus orígenes medievales Villa Lupi o Villa Lobos et Linguari eran dos poblados independientes. Su historia medieval estuvo relacionada con el Monasterio de Moreruela desde la donación realizada por el rey Fernando II de León en 1180 del pago de Barzolema, lugar de claras connotaciones mozárabes, confirmada posteriormente por Alfonso IX de León.
La importancia histórica de Villalube, que tuvo un castillo, se pone de manifiesto en sus ermitas, hoy desaparecidas: Santa Justa, Santiago, Vera Cruz y San Roque, además de la parroquia de San Esteban.
Ya en el siglo XIX, durante la Guerra de la Independencia, el Concejo de Villalube tuvo que pedir prestados cereales a la Parroquia para pagar las contribuciones exigidas por las tropas francesas. Posteriormente, en la Desamortización, los agricultores de Villalube se agruparon para comprar gran parte del terreno de la iglesia, excepto el Lenguar, que fue adjudicado a González Allende.
Ya en el siglo XIX, la división territorial de España en 1833 encuadró a Villalube en la provincia de Zamora, dentro de la Región Leonesa, la cual, como todas las regiones españolas de la época, carecía de competencias administrativas. Tras la constitución de 1978, este municipio pasó a formar parte en 1983 de la comunidad autónoma de Castilla y León, en tanto que pertenecían a la provincia de Zamora.

## Geografía humana

### Demografía
Cuenta con una población de 147 habitantes (INE 2024).
| Gráfica de evolución demográfica de Villalube entre 1842 y 2021                                                       |
| |
| Población de derecho según los censos de población del INE. Población de hecho según los censos de población del INE. |

## Símbolos
El escudo heráldico y la bandera que representan al municipio fueron aprobados oficialmente mediante acuerdo del pleno de la Diputación de Zamora el 27 de diciembre de 1995. El escudo se blasona de la siguiente manera:

«Partido. Primero de gules con dos lobos de oro, andantes y puestos en palo. Segundo, de azur con una banda jaquelada de dos órdenes de plata y gules, acompañada en lo alto de dos Lises de oro y en lo bajo otra Lis de lo mismo. Timbrado el Escudo con la Corona Real Española.»
Boletín Oficial de Castilla y León nº 22 de 31 de enero de 1996

La descripción de la bandera es la siguiente:

«Su paño cuadrado de proporción 1:1, de color azul, con una banda jaquelada de dos órdenes de blanco y rojo, y brochante al centro, el escudo municipal en sus colores.»
Boletín Oficial de Castilla y León nº 212 de 31 de enero de 1996

## Patrimonio
- Iglesia parroquial de San Esteban Protomártir, del siglo XVII, destruida en parte por un incendio ocurrido en 1935 y posteriormente restaurada. Contiene un Sagrario del siglo XVII, de indudable valor. Cobija a la imagen de Nuestra Señora del Templo o del Lenguar, obra del zamorano Ricardo Flecha, que goza de gran devoción popular.
- Palomares, especialmente los de la ribera, que combinan el barro con excelentes y bellos remates de ladrillo en sus puertas.
- Bodegas, a las que se accede a través de un callejón descendente hasta la galería, donde se encuentran prensas, cubas, lagares o toneles.
- El Crucero de piedra situado a la entrada del pueblo, compuesto por tres gradas cuadradas, cuya basa y columna sostienen una cruz cilíndrica con brazos y fuste terminados en cogollos.
- Fuente de Barzolema, manantial de agua que surge de una excelente bóveda de piedra.

## Servicios
Las necesidades básicas, cafetería-bar, panaderís, venta ambulante, telecentro, sala de lectura, farmacia, servicio médico, dos veces a la semana, e instalaciones de ocio y deportivas, entre otros. 
Es la sede de la Mancomunidad Norte-Duero, desde la que se prestan diversos servicios públicos (limpieza, alumbrado y abastecimiento de agua) al municipio de Villalube y a otros asociados de su entorno. 
Cuenta con dos asociaciones, la asociación cultural Virgen del Templo y la de San Esteban. La otra asociación, la de San Esteban, está formada por los jubilados del municipio para organizar las múltiples actividades que se destinan a este colectivo.

## Fiestas
Dentro de las fiestas y las tradiciones, destacan la de la Virgen del Templo, patrona del pueblo. El origen de su veneración está en los caballeros templarios que posteriormente continuaron los monjes jerónimos que estuvieron afincados en la dehesa del Lenguar. A finales del siglo XIX se reformó la capilla del convento y, de paso, se convirtió en el santuario de la Virgen del Templo. En el XIX la dehesa pasó a manos de particulares y su abandono provocó el progresivo deterioro del edificio que finalmente se derrumbó en el siglo XIX. Por este motivo, los vecinos del pueblo trasladaron su imagen a la iglesia parroquial de San Esteban Protomártir de Villalube. Su festividad tiene lugar al día siente Domingo de Resurrección, Lunes de Pascua.
Además, también se celebra San Isidro, el 15 de mayo, y Nuestra Señora, el 15 de agosto.